# RS-536
Pour les articles homonymes, voir Route 536.
La RS-536 est une route locale localisée dans le Nord-Ouest de l'État du Rio Grande do Sul.
Elle débute à Caibaté, s'achève à São Miguel das Missões et est longue de 36 km. Huit kilomètres de son parcours se confondent avec la BR-285.